# Sylvia Steiner
Sylvia Helena de Figueiredo Steiner (ur. 19 stycznia 1953), prawniczka brazylijska.
W ciągu pracy zawodowej zdobyła bogate doświadczenie w dziedzinie prawa karnego i prawa międzynarodowego, w szczególności międzynnarodowego prawa praw człowieka i międzynarodowego prawa humanitarnego. Przez 13 lat pracowała jako prokurator, następnie od 1995 sędzia w Federalnym Sądzie Apelacyjnym w São Paulo. Była członkiem delegacji brazylijskiej w Komitecie Przygotowawczym Międzynarodowego Trybunału Karnego.
W lutym 2003 została wybrana – w pierwszych w historii wyborach – na sędziego tego trybunału, na kadencję 9-letnią (w przyszłości wszystkie kadencje mają trwać 9 lat, jednak ze względu na zasadę wymiany co 3 lata 1/3 składu, w pierwszych wyborach sędziowie byli wybierani także na 3 i 6 lat).
Jest autorką wielu publikacji, dotyczących prawa humanitarnego, praw kobiet i dzieci, prawa karnego i międzynarodowego prawa karnego.